# Gartner
Gartner Inc. è una società per azioni multinazionale che si occupa di consulenza strategica, ricerca di mercato e analisi nel campo della tecnologia dell'informazione e della Supply Chain. La sede principale è a Stamford, Connecticut, negli Stati Uniti d'America. Ha circa 22 700 clienti enterprise in più di 90 Paesi e territori del mondo e 22 500 dipendenti, incluso un team globale di 2 500 analisti e consulenti esperti, dislocati in 85 uffici nel mondo. Gartner è tra le più prestigiose società a livello mondiale ed è considerata la società di analisi e consulenza più autorevole al mondo, nel campo dell’innovazione e della Supply Chain .
L'attività principale consiste nel supportare i top manager aziendali nella pianificazione aziendale e nelle decisioni di investimento fornendo informazioni su diversi scenari di mercato, attraverso ricerca, consulenza strategica, benchmarking, eventi e notizie.
L'azienda è stata fondata nel 1979 da Gideon Gartner e nel corso degli anni si è espansa concludendo decine di acquisizioni, come Real Decisions, MetaGroup (2005), AMR Research (2009), Burton Group (2009), Software Advice (2014), Nubera (2015), Infinote (2019), Pulse Q&A (2021), UpCity (2022). Nel 1987 apre il primo ufficio in Europa, nel 1990 in area APAC (nel 1993 in Australia e nel 1995 a Tokyo). Tra i suoi successi ricordiamo la creazione dell'indice e della metodologia di calcolo del costo totale di possesso (TCO), e due tipologie di ricerca qualitativa: il Magic Quadrant e l'Hype Cycle.
Forbes e TIME riconoscono Gartner come una delle migliori società al mondo per cui lavorare e costruire una carriera di successo, e inoltre, per avere la migliore organizzazione di vendita tra le aziende S&P 100.